# Du äger inte jorden
Du äger inte jorden är en psalm med text och musik skriven av Nils F Nygren.

## Publicerad som
- Nr 889 i Psalmer i 90-talet under rubriken "Tillsammans på jorden".